# So Jealous
So Jealous è il quarto album in studio del gruppo musicale pop rock canadese Tegan and Sara, pubblicato nel 2004.
Del brano Walking with a Ghost è stata realizzata una cover dagli statunitensi The White Stripes.

## Tracce
1. You Wouldn't Like Me – 2:56
2. Take Me Anywhere – 2:31
3. I Bet It Stung – 3:35
4. I Know I Know I Know – 3:44
5. Where Does the Good Go – 3:37
6. Downtown – 4:25
7. I Won't Be Left – 2:38
8. Walking with a Ghost – 2:30
9. So Jealous – 2:58
10. Speak Slow – 2:21
11. Wake Up Exhausted – 3:16
12. We Didn't Do It – 3:48
13. Fix You Up – 2:53
14. I Can't Take It – 4:30

## Formazione
Gruppo
- Tegan Quin - voce, chitarra, tastiere, piano, percussioni
- Sara Quin - voce, chitarra, tastiere, piano, percussioni

Collaboratori
- Nick Blasko - violino
- Chris Carlson - basso
- David Carswell - chitarra, piano
- Rob Chursinoff - percussioni, batteria
- John Collins - chitarra, percussioni
- Howard Redekopp - chitarra, tastiere
- Matt Sharp - tastiere, sintetizzatore